# رجال النحل (كتاب)
’’’رجال النحل: اتباع الحق ونفع الخلق’’’ كتاب من تأليف الكاتب أحمد خليل خير الله صدر عن دار المعالي بالاسكندرية في مصر عام 2021م.
يتناول الكتاب تحليل سورة النحل في القرآن الكريم من منظور جديد، حيث يتناول تفاصيل إدارية وتنظيمية من منطلق ديني تدبري للآيات والأحاديث.

## فهرس الكتاب:
- تمهيد
- المبحث الأول: الأنبياء عليهم السلام قدوتي في نفع أمتي
- المبحث الثاني: بين المؤمن والنحلة
- المبحث الثالث: ملكة النحل
- المبحث الرابع: سورة النحل دستور ميداني لرجال النحل
- المبحث الخامس: النحل في عصر الميمات
- المبحث السادس: في ركاب النحل ساروا
- الختام